# Neorupilia humeralis
Neorupilia humeralis là một loài bọ cánh cứng trong họ Chrysomelidae. Loài này được Lea miêu tả khoa học năm 1925.